# 東入間警察署
東入間警察署（ひがしいるまけいさつしょ）は、埼玉県ふじみ野市にある、埼玉県警察が管轄する警察署の一つ。署長は警視。第2方面本部（川越警察署）所属。管轄地域はふじみ野市、富士見市と入間郡三芳町。名称は旧入間郡の東にあることにちなんでおり、他にも西入間警察署が坂戸市に存在する。

## 所在地
- ふじみ野市うれし野1丁目4-1
  - ふじみ野市と富士見市の境界近くに位置している。現在はふじみ野市となった旧上福岡市と旧大井町の境界も近くにあった。

## 管内の交番・駐在所

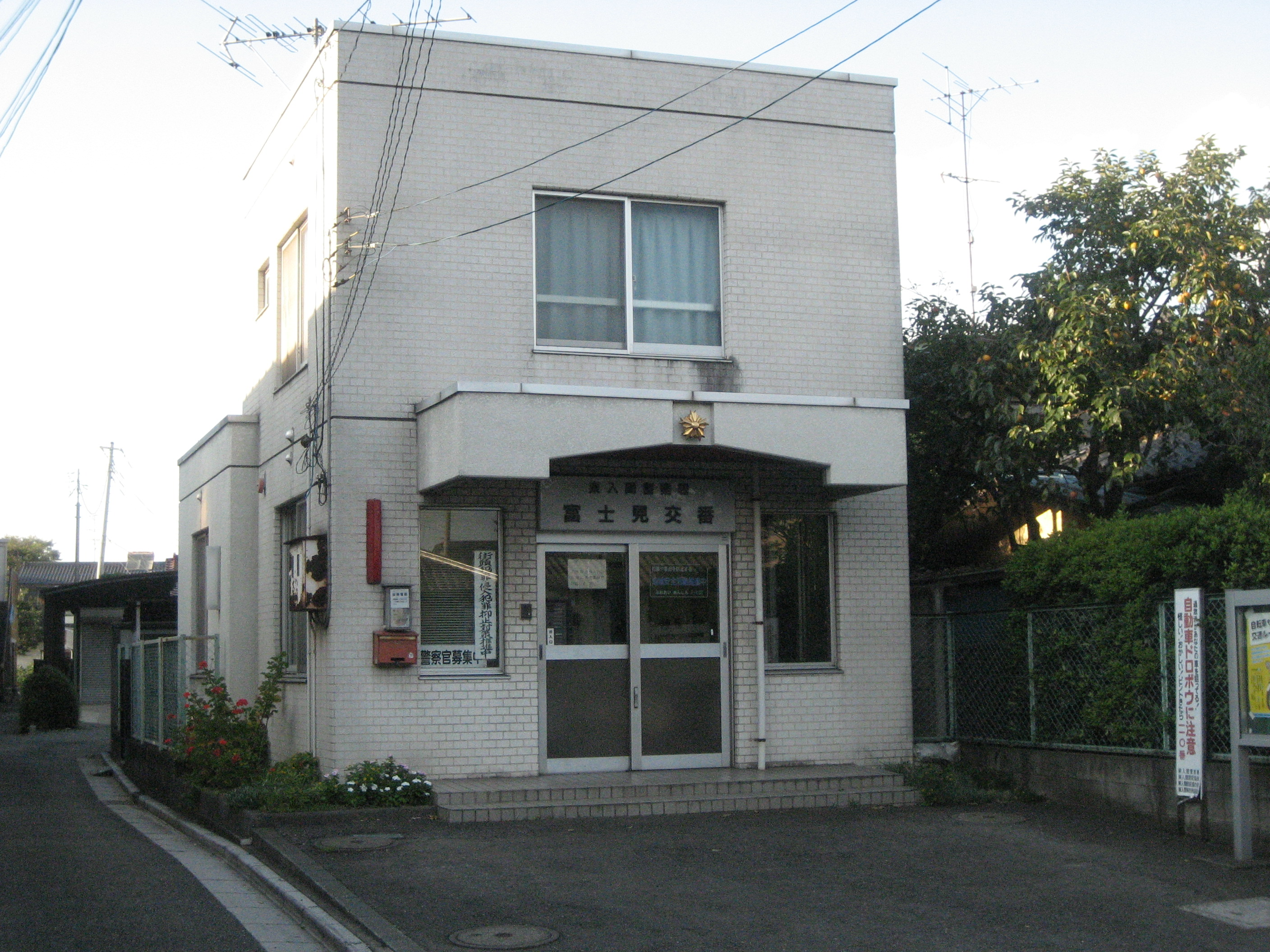
富士見交番
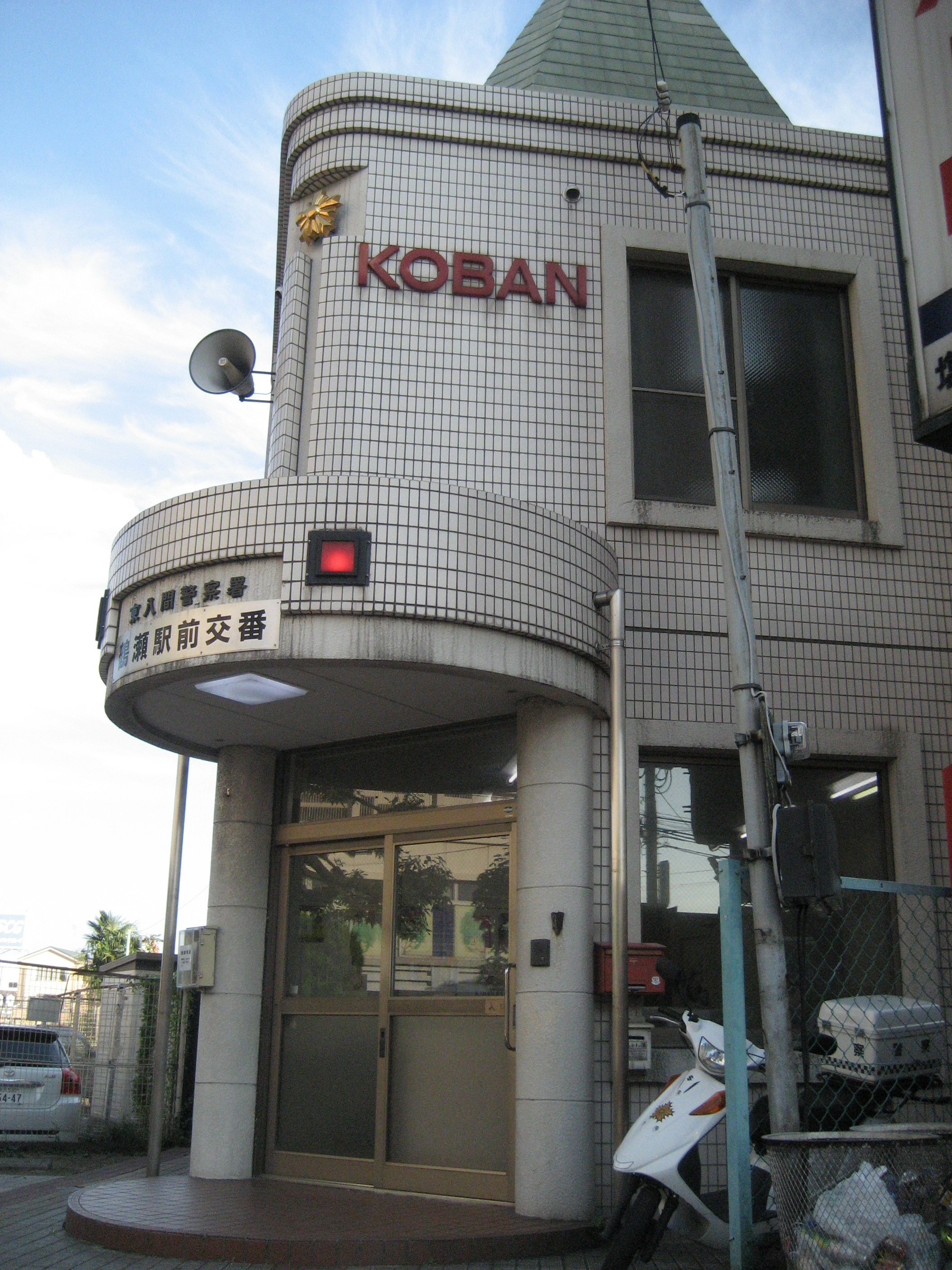
鶴瀬駅前交番

ふじみ野市

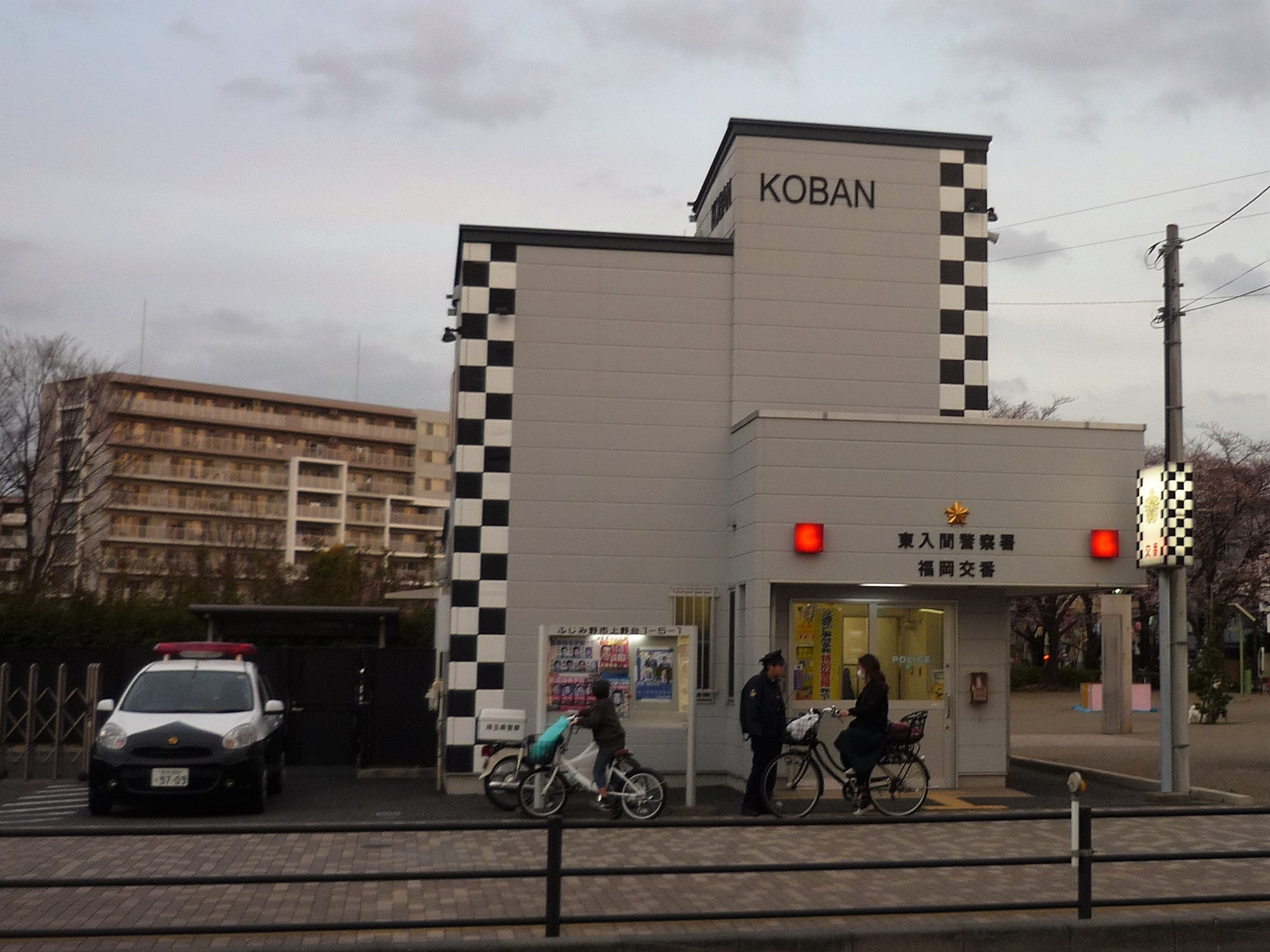
福岡交番
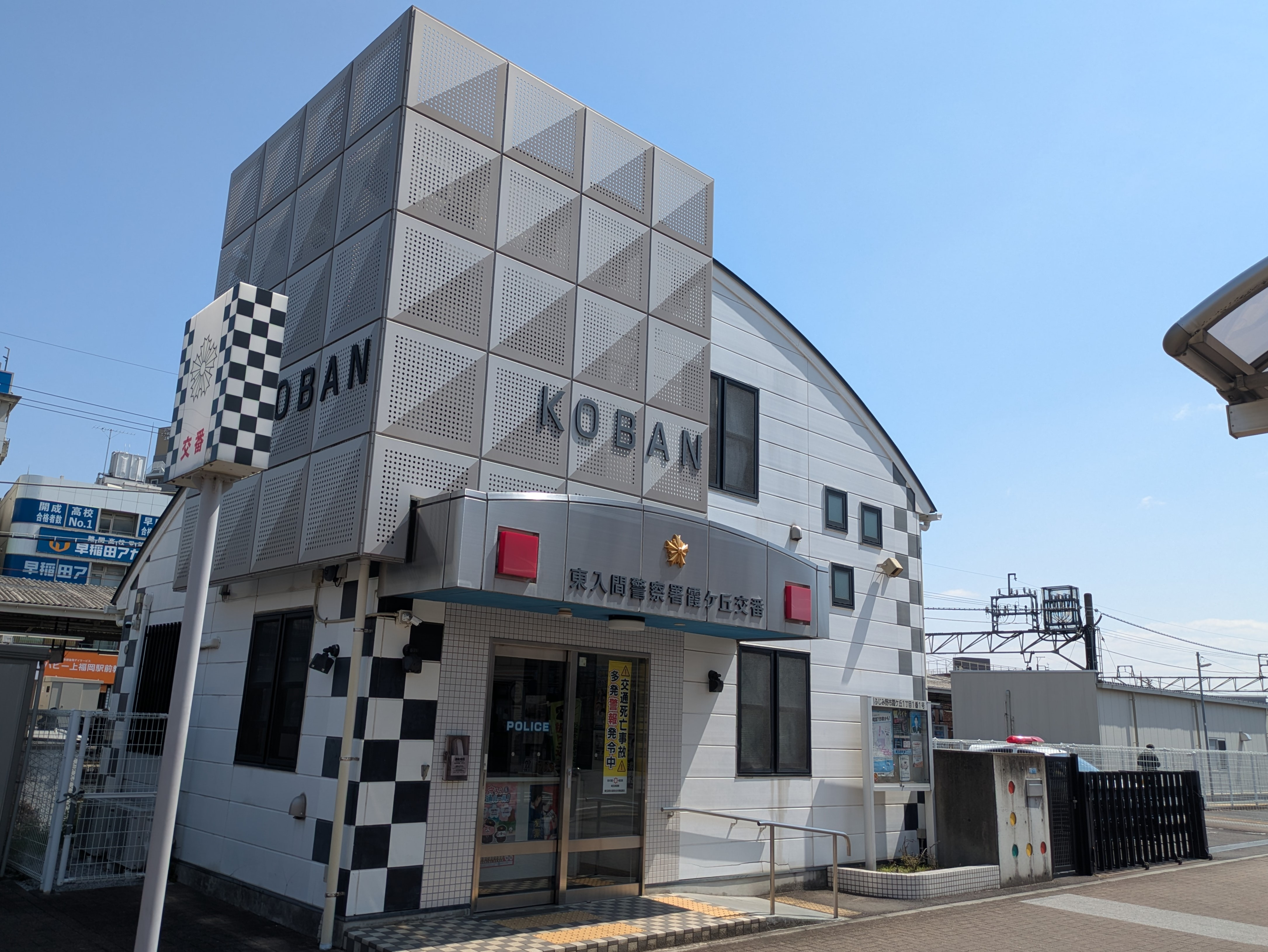
霞ヶ丘交番
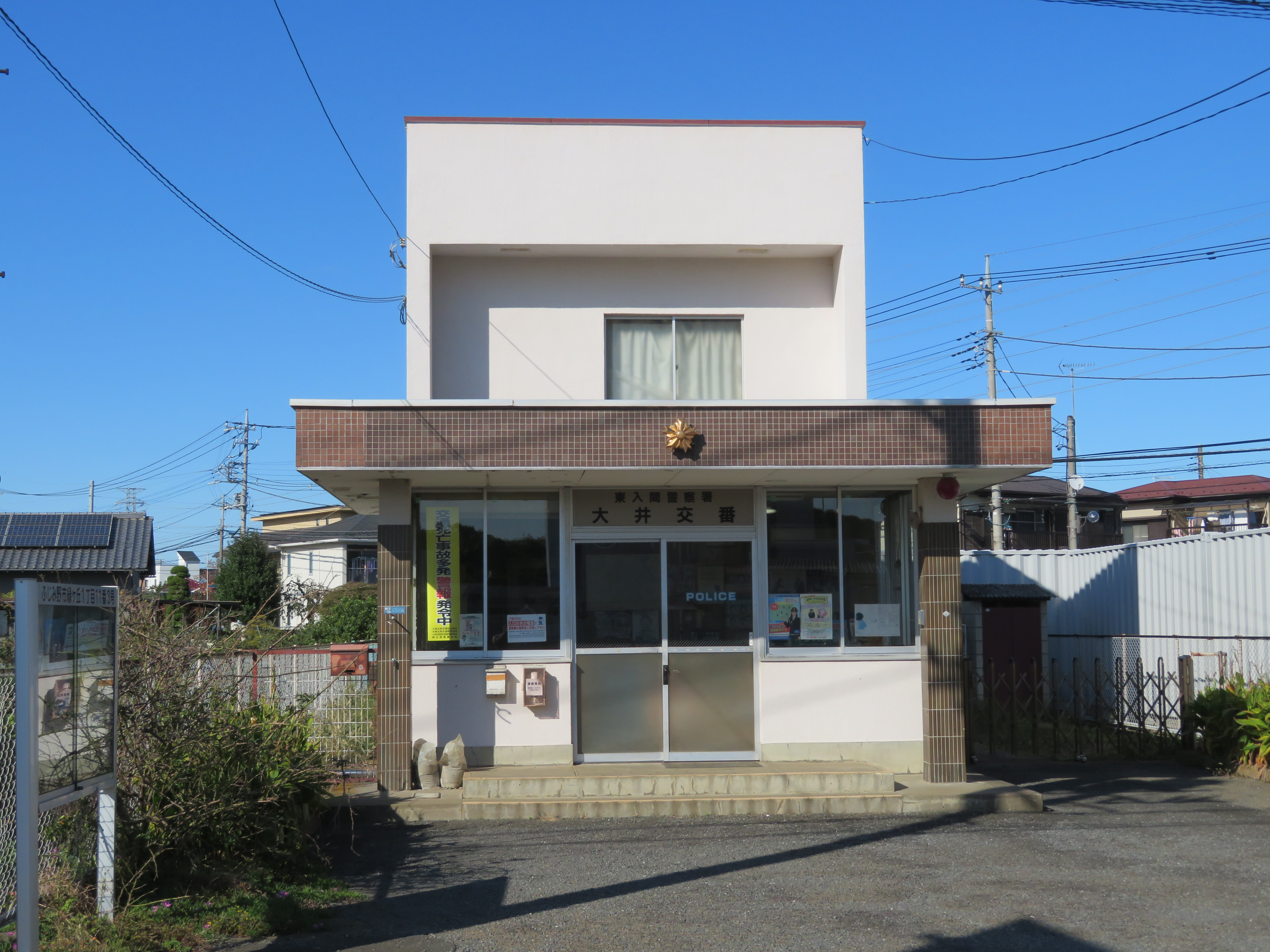
大井交番
- 東久保交番

- 福岡交番
- 霞ヶ丘交番
- 大井交番

富士見市
- 富士見交番
- みずほ台交番
- 鶴瀬駅前交番
- ふじみ野駅前交番
- 南畑駐在所

- 富士見交番
- 鶴瀬駅前交番

三芳町
- 三芳交番

## 過去に設置されていた交番
富士見市
- 水谷交番（現：みずほ台交番水谷派遣所）

## 沿革

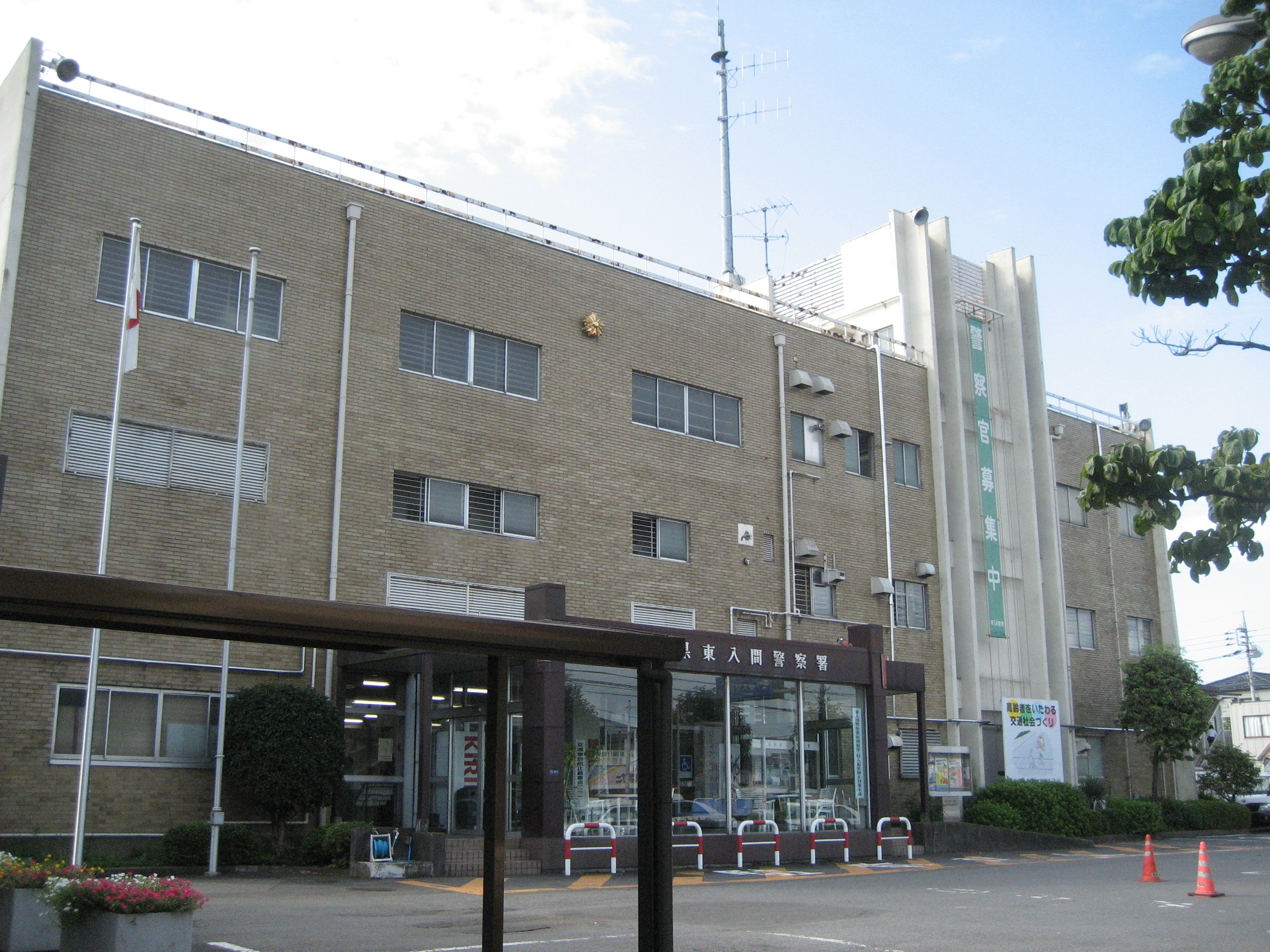
旧庁舎

- 1972年（昭和47年） - 富士見市、上福岡市、大井町（いずれも現：ふじみ野市）、三芳町の計2市2町を管轄する警察署として川越警察署と朝霞警察署より分離して創設。当初は大井町苗間35番地の旧大井町役場庁舎で業務を行っていた。
- 1973年（昭和48年） - 大井町苗間（現：ふじみ野市うれし野1丁目4番1号）に移転。
- 2011年（平成23年）9月5日 - 庁舎改築のため仮庁舎へ移転（入間郡三芳町大字北永井999番地）
- 2014年（平成26年）9月16日 - 新庁舎で業務を開始[1]
- 2021年（令和3年）4月1日 - 管内交番の再編に伴い、水谷交番がみずほ台交番水谷派遣所となる[2]。

## 主な事件・事故
- ふじみ野市プール事故
- 首都圏連続不審死事件 - 富士見市
- アスクル倉庫火災 - 三芳町

- ふじみ野市立てこもり事件- ふじみ野市